# Eric Prydz
Eric Sheridan Prydz (n. 19 iulie 1976, Täby⁠(d), comitatul Stockholm, Suedia), de asemenea cunoscut ca Pryda și Cirez D, este un DJ și producător suedez de muzică electronică, cunoscut pentru melodiile „Call on Me” și „Proper Education”, ultima fiind nominalizată la Premiile Grammy în anul 2008, la categoria „Best Remixed Recording, Non-Classical”.

## Cariera muzicală

### Call on Me
Melodia a fost lansată în Europa pe data de 20 august  2004, și în lume pe 13 septembrie 2004. bucurându-se de mare succes. În clasamentul UK Singles Chart a ajuns pe prima poziție, în Australia s-a clasat până pe poziția secundă, iar în majoritatea țărilor europene, inclusiv în România, a intrat în top 10. "Call on Me" se bazează pe un sample din piesa "Valerie" a cântărețului britanic Steve Winwood. Când Eric Prydz i-a prezentat lui Winwood noua piesă, acesta a fost atât de impresionat, încât a colaborat cu el, re-înregistrând partea vocală pentru a se potrivi mai bine melodiei.

### Woz Not Woz
Colaborarea dintre Eric Prydz și Steve Angello de la Swedish House Mafia a avut un succes moderat în câteva țări europene: Franța (#50), Germania (#63), Olanda (#50), Elveția (#88) și Marea Britanie (#55).

### Proper Education
Acest remix al melodiei "Another Brick in the Wall, Part II" a trupei Pink Floyd l-a făcut pe Eric Prydz și mai cunoscut pe plan mondial. "Proper Education" a fost lansată pe 24 noiembrie 2006 , în format CD, digital, DVD single și vinyl. Piesa a fost certificată cu disc de aur în Danemarca, fiind vândută în 4000 de exemplare. A fost primul remix al unui cântec original care a a ajuns pe prima poziție în topul american Billboard Hot Dance Airplay. În topul britanic a fost pe locul doi, iar în România a urcat în clasament până pe locul nouă. "Proper Education" a obținut în anul 2008 o nominalizare la Premiile Grammy la categoria „Best Remixed Recording, Non-Classical”. În videoclipul oficial al melodiei apare cunoscutul parkourist Daniel Ilabaca.

### Pjanoo
Piesa a primit o lansare promoțională pe 16 martie 2008, înainte de a se bucura de o lansare completă la nivel mondial la Ministry of Sound pe 25 august a acelui an. „Pjanoo” a continuat să ajungă pe poziția numărul unu în UK Dance chart și pe locul doi în UK Singles chart, cu primele zece poziții în Olanda, Scoția, Suedia, Irlanda, Belgia și Republica Cehă. Prydz a declarat: "Am pus-o într-un club din nordul Regatului Unit în 2006. Nu am primit reacția pe care am crezut că o voi avea, așa că nu am pus-o ani de zile până nu am găsit CD-ul în timp ce cântam la clubul 'Ambasadeur' din Stockholm. Am pus-o din nou pentru distracție și a explodat. Cineva a filmat și a ajuns pe YouTube."

## Albume
| Eric Prydz Presents Pryda | - Lansat: 18 mai 2012 - Casa de discuri: Virgin Records - Formate: Digital download            | 84 | 87 | 40 |
| Opus                      | - Lansat: 5 februarie 2016 - Casa de discuri: Pryda Recordings - Formate: Digital download, CD | 19 | 49 | 23 |

### Opus
Opus este albumul de debut al DJ-ului suedez Eric Prydz. A fost lansat pe 5 februarie 2016 în Suedia prin intermediul Virgin Records. Albumul include single-urile „Every Day”, „Liberate”, „Generate”, „Opus”, „Breathe” și „Last Dragon”.

#### Lista pieselor
Opus include următoarele piese:
| Nr.             | Titlu                        | Lungime |  |
| 1.              | „Liam”                       | 5:44    |  |
| 2.              | „Black Dyce”                 | 6:17    |  |
| 3.              | „Collider”                   | 5:23    |  |
| 4.              | „Som Sas”                    | 6:37    |  |
| 5.              | „Last Dragon”                | 6:45    |  |
| 6.              | „Moody Mondays” (cu The Cut) | 4:42    |  |
| 7.              | „Floj”                       | 7:45    |  |
| 8.              | „Trubble”                    | 7:48    |  |
| 9.              | „Klepht”                     | 6:08    |  |
| 10.             | „Eclipse”                    | 5:58    |  |
| 11.             | „Sunset at Café Mambo”       | 6:30    |  |
| 12.             | „Breathe” (cu Rob Swire)     | 3:09    |  |
| 13.             | „Generate”                   | 7:11    |  |
| 14.             | „Oddity”                     | 8:05    |  |
| 15.             | „Mija”                       | 6:31    |  |
| 16.             | „Every Day”                  | 7:14    |  |
| 17.             | „Liberate”                   | 6:44    |  |
| 18.             | „The Matrix”                 | 7:16    |  |
| 19.             | „Opus”                       | 9:03    |  |
| Lungime totală: | Lungime totală:              | 124:50  |  |

## Single-uri
| Titlu                                                                | An   | Poziția în clasament | Poziția în clasament | Poziția în clasament | Poziția în clasament | Poziția în clasament | Poziția în clasament | Poziția în clasament | Poziția în clasament | Poziția în clasament | Poziția în clasament | Poziția în clasament | Certificate                                         | Album                |
| Titlu                                                                | An   | AUS                  | BEL (Fl)             | BEL (Wa)             | FRA                  | GER                  | IRL                  | OLA                  | SUE                  | ELV                  | UK                   | SUA Dance            | Certificate                                         | Album                |
| -------------------------------------------------------------------- | ---- | -------------------- | -------------------- | -------------------- | -------------------- | -------------------- | -------------------- | -------------------- | -------------------- | -------------------- | -------------------- | -------------------- | --------------------------------------------------- | -------------------- |
| "Call on Me"                                                         | 2004 | 1                    | 4                    | 13                   | 1                    | 1                    | 1                    | 10                   | 1                    | 2                    | 1                    | 29                   | - AUS: Platinum - FRA: Gold - SWE: Gold - SWI: Gold | Single-uri non-album |
| "Woz Not Woz" (cu Steve Angello)                                     | 2005 | —                    | —                    | —                    | 50                   | 63                   | —                    | 50                   | —                    | 84                   | 55                   | —                    |                                                     | Single-uri non-album |
| "Proper Education"                                                   | 2006 | 20                   | 2                    | 12                   | 10                   | 4                    | 9                    | 4                    | 7                    | 12                   | 2                    | 29                   | - DEN: Gold                                         | Single-uri non-album |
| "Pjanoo"                                                             | 2008 | 22                   | 8                    | 14                   | 21                   | 34                   | 7                    | 3                    | 6                    | 31                   | 2                    | —                    |                                                     | Single-uri non-album |
| "Niton (The Reason)"                                                 | 2011 | —                    | 68                   | —                    | —                    | 66                   | —                    | 82                   | —                    | —                    | 45                   | —                    |                                                     | Single-uri non-album |
| "Every Day"                                                          | 2012 | 2                    | 5                    | 29                   | —                    | 61                   | —                    | —                    | —                    | —                    | —                    | 3                    |                                                     | Opus                 |
| "Liberate"                                                           | 2014 | —                    | 50                   | —                    | —                    | —                    | —                    | —                    | —                    | —                    | 28                   | —                    |                                                     | Opus                 |
| "Tether"                                                             | 2015 | —                    | 33                   | —                    | —                    | —                    | —                    | —                    | —                    | —                    | 33                   | —                    |                                                     | Single-uri non-album |
| "Generate"                                                           | 2015 | 56                   | 19                   | 49                   | —                    | —                    | —                    | —                    | —                    | 48                   | 1                    | 1                    |                                                     | Opus                 |
| "Opus"                                                               | 2015 | 56                   | 19                   | 49                   | —                    | —                    | —                    | —                    | —                    | 48                   | 1                    | 1                    |                                                     | Opus                 |
| "Breathe"                                                            | 2016 | 56                   | 19                   | 49                   | —                    | —                    | —                    | —                    | —                    | 48                   | 1                    | 1                    |                                                     | Opus                 |
| "Last Dragon"                                                        | 2016 | 56                   | 19                   | 49                   | —                    | —                    | —                    | —                    | —                    | 48                   | 1                    | 1                    |                                                     | Opus                 |
| "—" denotă single-uri care nu au fost clasate sau nu au fost lansate |      |                      |                      |                      |                      |                      |                      |                      |                      |                      |                      |                      |                                                     |                      |

## Remix-uri
2002
- "Outfunk – Echo Vibes (Eric Prydz Remix)"
- "Star Alliance – PVC (Eric Prydz Remix)"
- "Par-T-One – I'm So Crazy (Eric Prydz Remix)"

2003
- "Harry's Afro Hut – C'mon Lady (Eric Prydz Remix)"
- "Outfunk – Lost in Music (Eric Prydz Remix)"
- "Steve Angello – Voices (Eric Prydz Remix)"
- "Snap! vs. Motivo – The Power (Of Bhangra) (Eric Prydz Remix)"
- "M Factor – Come Together (Eric Prydz Remix)"
- "The Attic – Destiny (Eric Prydz Remix)"
- "Futureshock – Pride's Paranoia (Eric Prydz Remix)"
- "Oliver Lieb & Shakeman Presents: Smoked – Metropolis (Eric Prydz Remix)"
- "Pet Shop Boys – Miracles (Eric Prydz Remix)"
- "Aloud – Sex & Sun (Eric Prydz Remix)"

2004
- "Duran Duran – (Reach Up For The) Sunrise (Eric Prydz Remix)"
- "The Shapeshifters – Lola's Theme (Eric Prydz Remix)"
- "Mutiny vs. Lorraine Cato – Holding On (Eric Prydz Remix)"
- "Alter Ego – Rocker (Eric Prydz Remix)"

2005
- "Axwell - Feel The Vibe (Eric Prydz Remix)"
- "Howard Jones – And Do You Feel Scared? (Eric Prydz Remix)"
- "Eric Prydz & Adeva – In & Out (Eric Prydz Remix)"

2006
- "Double 99 - R.I.P. Groove (Cirez D Remix)"
- "Switch – A Bit Patchy (Eric Prydz Remix)"
- "Paolo Mojo – 1983 (Eric Prydz Remix)"
- "Michael Jackson – Thriller (Eric Prydz Remix)"
- "Duran Duran – Nice (Eric Prydz Remix)"
- "Inner City – Good Life (Eric Prydz Summer 2006 Edit)"

2007
- "Sven Väth – The Beauty & The Beast (Eric Prydz Re-edit)"

2008
- "Jim Rivers & Paolo Mojo – Ron Hardy Said (Eric Prydz Remix)"
- "Christian Smith & John Selway - Total Departure (Cirez D Remix)"

2009
- "Sébastien Léger – The People (Eric Prydz Remix)"
- "Calvin Harris – Flashback (Eric Prydz Remix)"

2010
- "Faithless - Not Going Home (Eric Prydz Remix)"
- "Felix Da Housecat - Thee Anthem (Eric Prydz Remix)"

2011
- "Eric Prydz feat. Jan Burton - Niton (The Reason) (Pryda '82' Mix)"
- "Depeche Mode - Never Let Me Down Again (Eric Prydz Remix)"
- "Depeche Mode - Personal Jesus (Eric Prydz Remix)"
- "Digitalism - Circles (Eric Prydz Remix)"
- "Guy J & Henry Saiz - Meridian (Pryda Remix)"

2012
- "M83 - Midnight City (Eric Prydz Private Remix)"